# 3 al rescate
3 al rescate, es una película dominicana en 3D estrenada el 6 de enero de 2011.

## Sinopsis
Narra la historia de un chivo, un pollo y un cerdo que, tras sospechar que se convertirán en la cena de Nochebuena, se escapan de la granja donde se encontraban, para emprender una insólita aventura.

## Reparto
- Cuquín Victoria como el gato Vinicio.
- Kenny Grullón como el pollo Frank.
- Roger Zayas como el chivo Enrique.
- Antonio Melenciano como  el cazador Garra Méndez.
- Frank Perozo como Larry y Juanchy.
- Panky Saviñon como Harry y René.
- Irving Alberti como Don Nicanor y Alfredo.
- Memo Cortines como la iguana Bilpo.
- Luís José Germán como el  cerdo  Mauricio y el cocodrilo Camilo.
- Giovanna Bonelly como Srta. Jiménez.
- Alejandro Alfonso como Sammy.
- Carolina Rivas como Manuela.
- Dominique Bonelly como Lucy.
- Tony Rojas como Sr. Ruffini.